# Лудвиг I фон Шпитценберг
Лудвиг I (III/IV) фон Шпитценберг (на немски: Ludwig I (III/IV) von Spitzenberg; † сл. 1200) е граф и господар на Шпитценберг (близо до Кухен)-Зигмаринген (1147 – 1200) и граф на Хелфенщайн (1171 – 1200).

## Биография
Той е син на Рудолф I фон Зигмаринген († сл. 1147) и Аделхайд († сл. 1147). Внук е на Лудвиг фон Зигмаринген-Шпитценберг († сл. 1110). Брат е на граф Готфрид фон Шпитценберг († 1190), епископ на Регенсбург (1185 – 1186), епископ на Вюрцбург (1186 – 1190).
Линията Зигмаринген-Шпитценберг се създава чрез женитбата на прадядо му Лудвиг I Стари фон Зигмаринген († 1083/1092) за Рихинца, наследничка на Шпитценберг († сл. 1110), дъщеря на Бертхолд I фон Церинген († 1078), херцог на Каринтия и маркграф на Верона.
Граф Лудвиг е често в дворцовия лагер на император Фридрих I Барбароса, подписва прочутия мир в Констанц през 1183 г., участва и се отличава в кръстоносния поход (1189 – 1192) на императора и служи след това и на синовете му, император Хайнрих VI и крал Филип Швабски.

## Фамилия
Лудвиг I фон Шпитценберг се жени за фон Хелфенщайн, дъщеря, наследничка на граф Еберхард II 'Млади' фон Хелфенщайн († сл. 1140/ок. 1170). Те имат децата:
- Улрих I фон Хелфенщайн († сл. 1241), граф на Хелфенщайн (1200 – 1241) и Шпитценберг, женен за фон Равенщайн, или за Анна фон Хенеберг († сл. 1235)
- Рудолф I фон Хелфенщайн († сл. 1212)
- Еберхард III фон Хелфенщайн († сл. 1229), баща на граф Лудвиг II фон Хелфенщайн-Шпитценберг († сл. 1278)
- Готфрид II фон Хелфенщайн-Зигмаринген († 1241), граф на Зигмаринген-Хелфенщайн, женен за Аделхайд фон Нойфен († ок. 1240), баща на Бертхолд († 1254), епископ на Пасау (1250 – 1254), и Алберт I († 1260/1262), епископ на Регенсбург (1246 – 1259).
- Бертхолд фон Хелфенщайн († 25 август 1233, убит), епископ на Кур (1228 – 1233)
- ? Аделхайд фон Равенщайн? († сл. 1228), омъжена за Бертхолд I фон Хайлигенберг